# جال محل
جال محل نام قصریست واقع در میانه ی دریاچه ی مان ساگار،در پایتخت راجستان ،شهر جیپور.
کاخ و دریاچه‌اش در قرن هجدهم میلادی به دستور جی سینگ دوم ساخته شدند.

## نام گذاری
جال محل از دو بخش تشکیل شده است ، که این دو بخش معنای قصر آب را می دهند.
گاهی اوقات در هند به این کاخ واترمحل نیز می گویند.

## نگارخانه

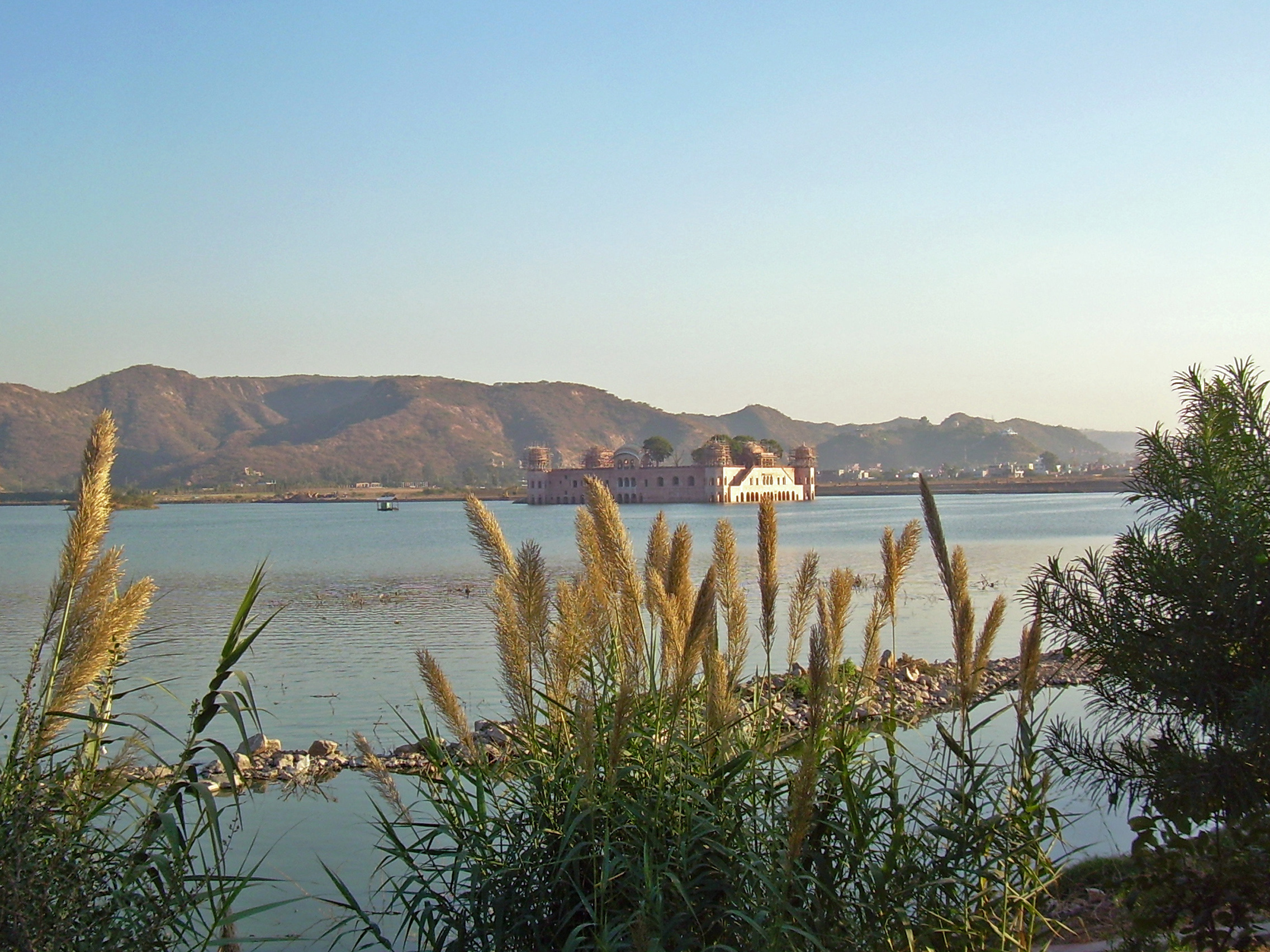
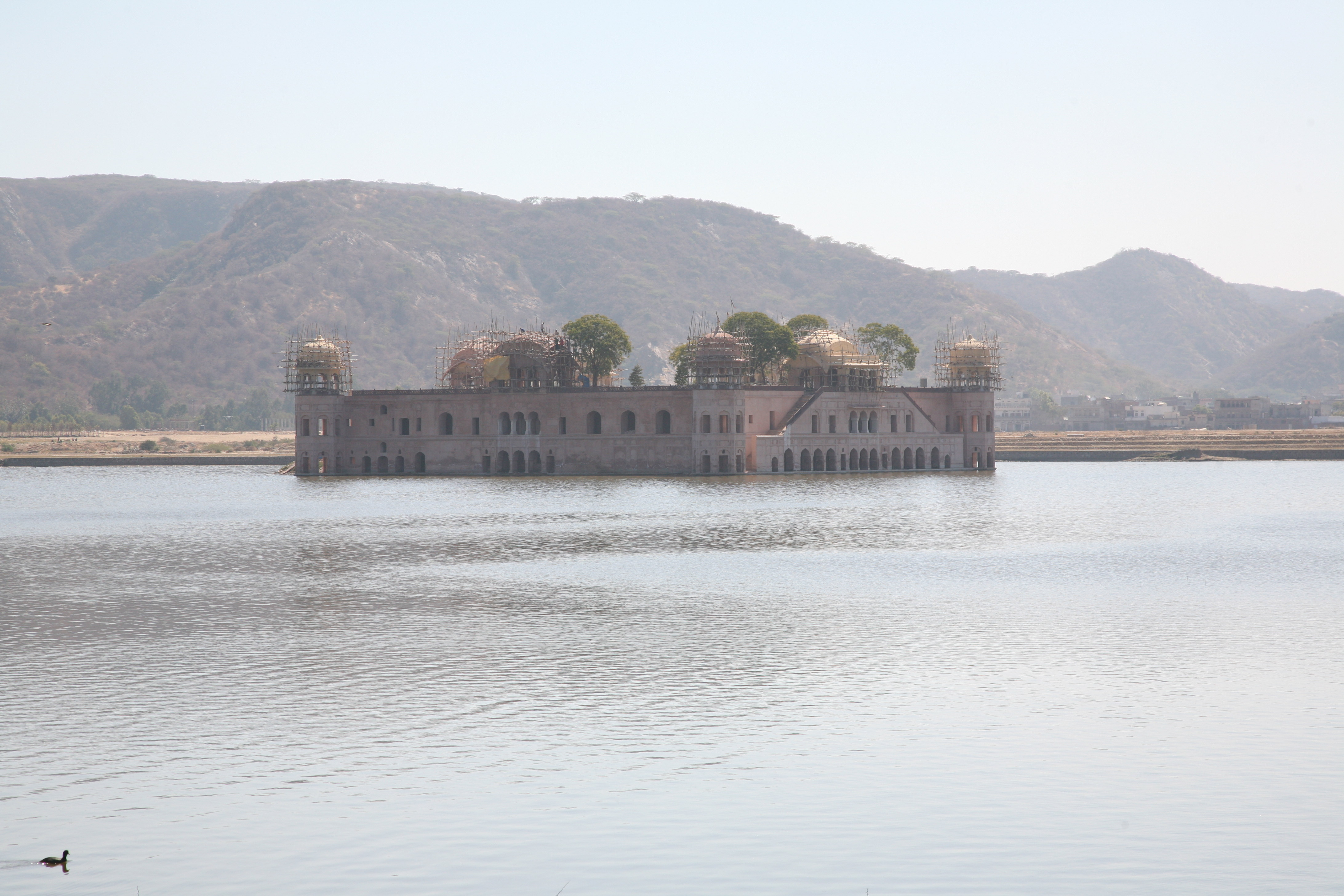
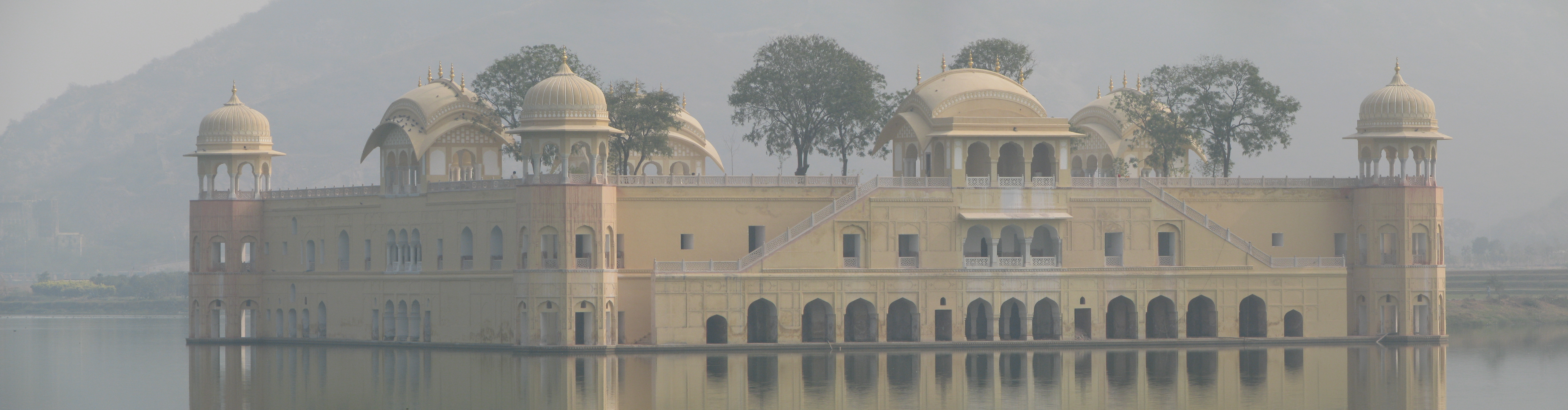
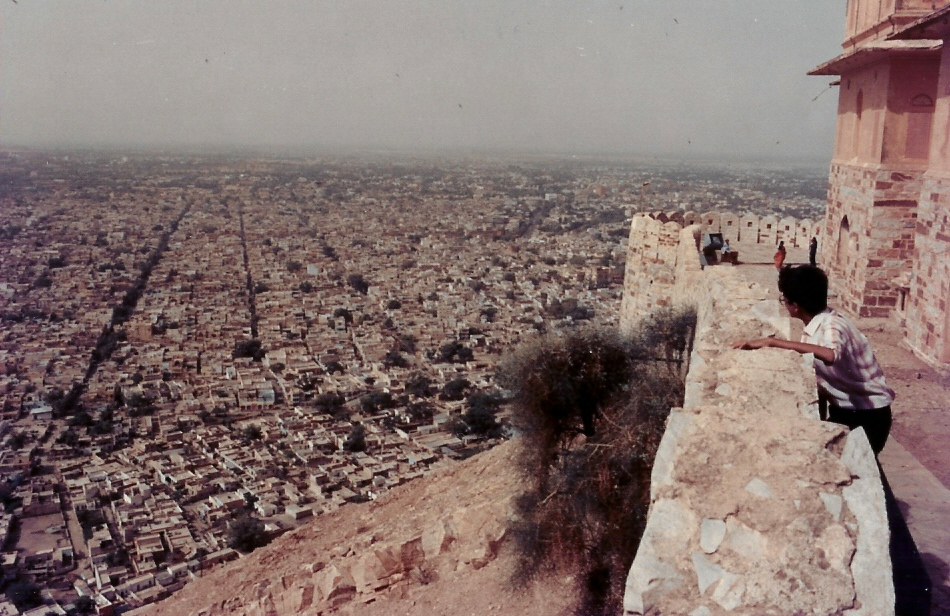
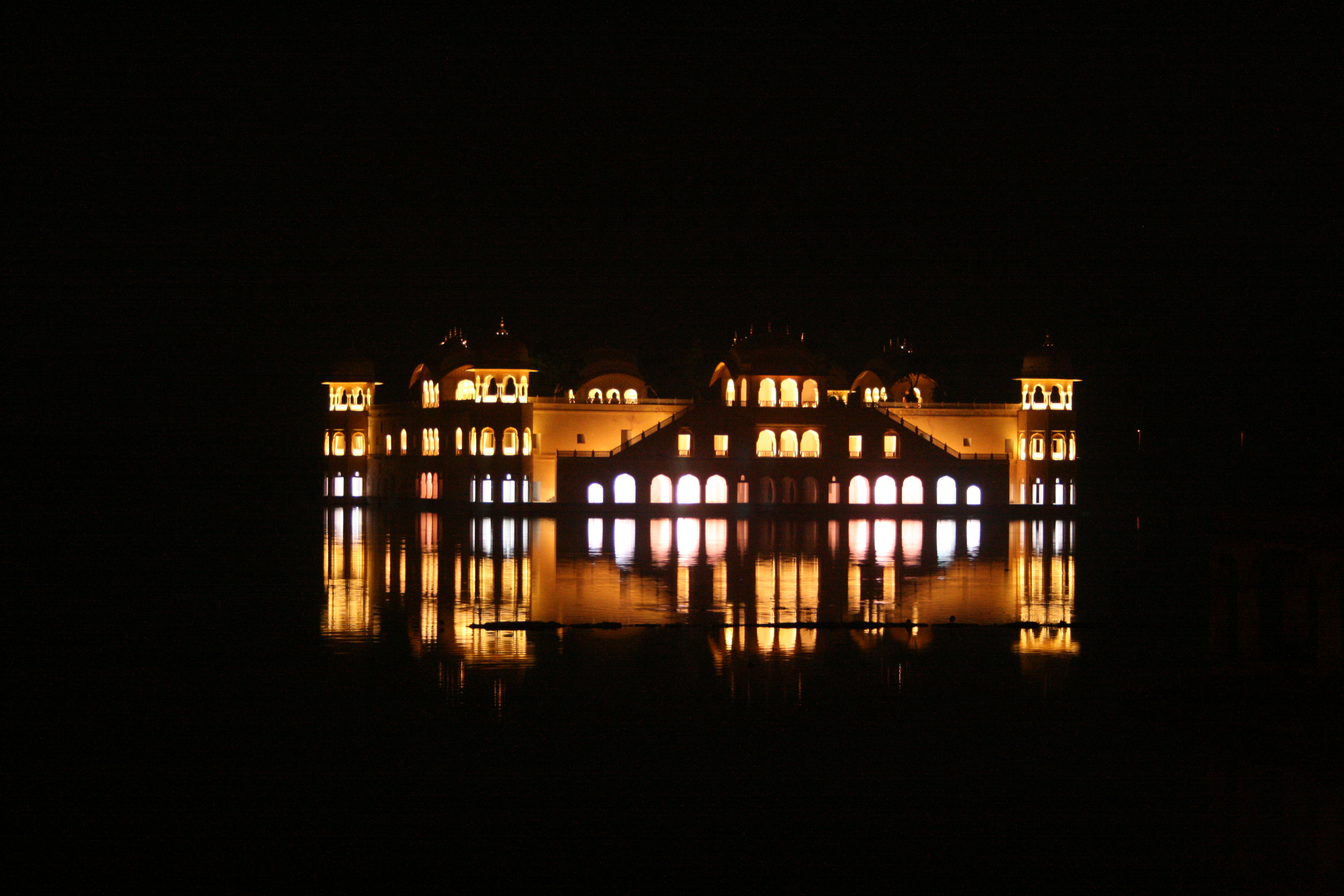
نمای کاخ در شب
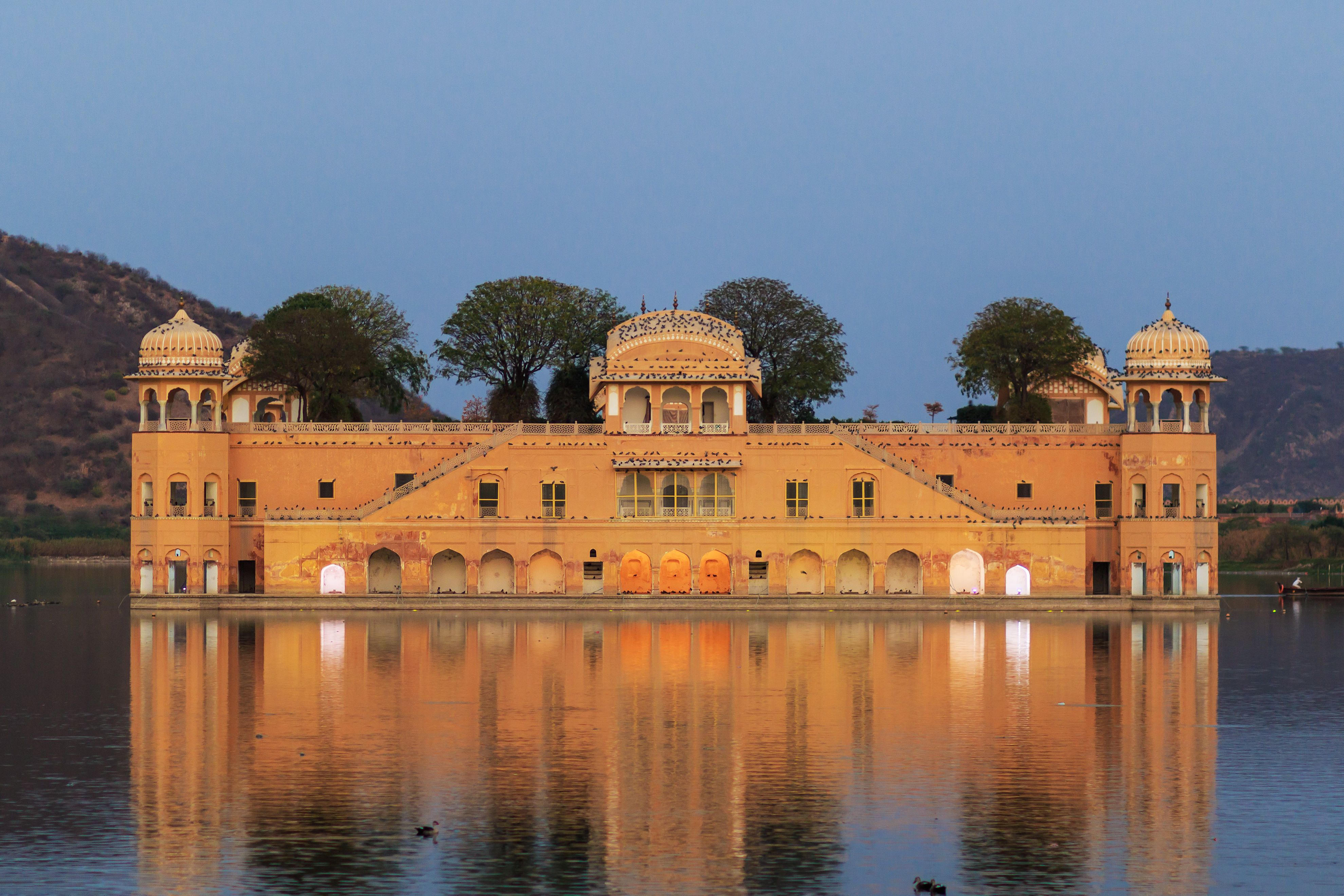
نمای کاخ در روز